# Zdeněkite
La zdeněkite è un minerale.